# 他人の血
『他人の血』（Le Sang Des Autres）は、1984年のフランス・アメリカ・カナダの合作映画である。 

## 概要
ジョディ・フォスターが少女時代に出演して以来のフランス作品で、巨匠クロード・シャブロルが手掛けた大河ロマン。日本では劇場未公開。

## ストーリー
第二次世界大戦の影が忍び込んでる1930年代のパリ。服飾家のエレーヌ（フォスター）はレジスタンスのジャン（オントーキン）に恋心を抱く。しかし彼にはレジスタンス運動に情熱を注いでおりしかもすでに恋人が居た。それでもエレーヌは諦めきれず積極的な態度に出る。やがて根負けしたジャンもエレーヌに惹かれ始め、やがて愛し合うようになるが戦争の影は容赦なく彼らにも忍び寄り、やがてエレーヌは運命に翻弄され、戦争によって引き裂かれていくが…。

## スタッフ
- 監督：クロード・シャブロル
- 製作総指揮：ラマール・カール
- 原作：シモーヌ・ド・ボーヴォワール
- 脚本：ブライアン・ムーア
- 撮影：リシャール・シウプカ
- 音楽：フランソワ・ドンピエール、マチュー・シャブロル

## キャスト
- ジョディ・フォスター
- マイケル・オントキーン
- サム・ニール
- ランベール・ウィルソン
- ステファーヌ・オードラン
- ミシュリーヌ・プレール
- ケイト・リード
- アレクサンドラ・スチュワルト
- ジャン＝ピエール・オーモン
- ジャン＝フランソワ・バルメ
- ジョン・ヴァーノン